# Adrados
Adrados is een gemeente in de Spaanse provincie Segovia in de regio Castilië en León met een oppervlakte van 18,19 km². Adrados telt 149 inwoners (1 januari 2016).

## Demografische ontwikkeling
Bron: INE, 1857-2011: volkstellingen